# Syciwa elektroizolacyjne
Syciwa elektroizolacyjne – substancje ciekłe (parafina, lakiery, olej transformatorowy, żywice polimerowe), służące do nasycania uzwojeń lub włóknistych materiałów elektroizolacyjnych (tkanin, drewna) w celu poprawienia ich własności cieplnych, mechanicznych i elektrycznych.